# Кухарчук, Олег Сергеевич
Олег Сергеевич Кухарчук (укр. Олег Сергійович Кухарчук; 2 мая 1948, Сахалинская область, РСФСР — 12 августа 1998, Киев, Украина) — украинский предприниматель и государственный деятель. Народный депутат Верховной рады Украины XIV (III) созыва (1998). Заслуженный работник промышленности Украины (1998).

## Биография
Олег Кухарчук родился 2 мая 1948 года на острове Сахалин в семье военнослужащего. Высшее образование получил в Киевском институте физической культуры (по другим данным — в Киевском педагогическом институте), окончив который в 1969 году получил специальность «тренер-преподаватель». Затем на протяжении более двадцати лет трудился в сфере спорта, последним его местом работы в этой области стала должность начальника Главного управления Министерства по делам молодёжи и спорта Украины, которую Кухарчук занимал до 1992 года.
В 1992 году перешёл на работу в частный сектор экономики. Сначала занимал должность директора украинско-итальянской фирмы «Импекс». В 1994 году стал директором департамента реализации газа корпорации «Республика», затем с 1995 по 1996 год был первым вице-президентом закрытого акционерного общества «Интергаз». По различным данным либо с 1996 по 1998 год, либо с 1997 года был главой правления закрытого акционерного общества «Укргаззбыт». В 1997 году окончил Академию труда и социальных отношений по специальности «экономист».
Указом Президента Украины Леонида Кучмы № 328/98 от 21 апреля 1998 года «за весомые достижения в труде, высокий профессионализм» Олегу Кухарчуку было присвоено почётное звание Заслуженный работник промышленности Украины.
Принимал участие в парламентских выборах 29 марта 1998. Был кандидатом-самовыдвиженцем в народные депутаты Украины по одномандатному избирательному округу № 101 (Кировоградская область). На момент выборов был беспартийным и проживал в Киеве. По итогам выборов опередил 14 своих оппонентов и одержал победу, набрав 64 106 голосов, что составило 45,12 % от общего количества голосов (при общей явке избирателей 76,3 %). Таким образом Олег Сергеевич Кухарчук стал депутатом Верховной рады Украины XIV (III) созыва.
12 мая 1998 года вступил в должность народного депутата Украины. Был членом депутатской франции Народно-демократической партии, а с июля того же года был членом комитета Верховной Рады Украины по вопросам обеспечения правоохранительной деятельности и борьбы с организованной преступностью и коррупцией.
Состоял в браке с женщиной по имени Татьяна, имел дочь Марию. 12 августа 1998 года Олег Кухарчук погиб в результате несчастного случая, от выстрела, который был по неосторожности произведён из пистолета ТТ его восьмилетней дочерью Марией. Похоронен на Байковом кладбище Киева.
8 сентября 1998 года председатель Верховной рады Украины Александр Ткаченко подписал постановление Верховной рады Украины № 80-XIV «О досрочном прекращении полномочий народного депутата Украины Кухарчука О. С.».